# Pismo alfabetyczno-sylabiczne

Zdanie sanskryckie zapisane w różnych indyjskich alfabetach sylabicznych

Alfabet sylabiczny, abugida – rodzaj alfabetu, w którym jedna litera reprezentuje zasadniczo całą sylabę wraz z „domyślną” samogłoską. Samogłoska domyślna najczęściej jest dość neutralna, typu szwa, jednak w zależności od języka może mieć różne zabarwienie np. [ə] w hindi, [ɔ] w języku bengalskim lub [a] w języku tybetańskim. Podstawą litery jest najczęściej spółgłoska, a występujące w sylabie samogłoski inne niż domyślna zapisuje się za pomocą dodania różnorodnych znaków diakrytycznych, choć istnieją również odrębne znaki do zapisu samogłosek. Sama nazwa „abugida” używana przez językoznawców została przejęta przez P. T. Danielsa z etiopskiego określenia alfabetu ge'ez od pierwszych czterech liter w tym alfabecie: aləf, bet, gäməl, dənt (analogia do słów „alfabet” czy „abecadło”).
Alfabet sylabiczny należy odróżnić od sylabariusza (klasyczny przykład sylabariusza to japońska hiragana i katakana, w którym pojedyncza litera zawsze oznacza konkretną sylabę, np. か ka, き ki, く ku, け ke, こ ko). Litery te nie wykazują żadnego podobieństwa, mimo że wszystkie te sylaby zawierają spółgłoskę „k”.
Alfabet sylabiczny należy także odróżnić od abdżadu (np. pismo arabskie lub hebrajskie), w którym często nie zapisuje się samogłosek, tak że w niektórych słowach występują w piśmie same spółgłoski. Np. arabskie słowo muhandis (inżynier) zapisuje się za pomocą ciągu liter m-h-n-d-s. W przypadku abugidy zapis samogłosek jest obowiązkowy, zaś sylaba stanowi główny punkt odniesienia przy zapisie.
Ojczyzną większości alfabetów sylabicznych są Indie, gdzie używa się obecnie kilkudziesięciu odmian tego rodzaju pisma dla różnych języków. Wywodzą się one wszystkie od starożytnego pisma brahmi, zaś odmianą najbardziej rozpowszechnioną jest pismo dewanagari, używane do zapisu m.in. sanskrytu i hindi. Dzięki indyjskiej emigracji i wpływom kulturowym Indii, alfabety sylabiczne trafiły także do Azji Południowo-Wschodniej i Tybetu. Obecnie około połowa systemów pisma używana na świecie to abugidy.

## Podział abugid
Można wyróżnić trzy główne rodziny alfabetów sylabicznych, pomiędzy którymi występują pewne różnice:

### Abugidy indyjskie
Największa i najstarsza z tych rodzin obejmuje systemy pisma wywodzące się z indyjskiego brahmi, obecnie używane w całych Indiach. Dzielona jest na gałąź północną (np. pismo bengalskie, pismo gudżarati, pismo tybetańskie itd.) i południową (pismo malajalam, pismo tamilskie, pismo telugu). Do gałęzi południowej zalicza się również m.in. pismo tajskie czy syngaleskie. W tej rodzinie alfabetów różne samogłoski zaznacza się znakami diakrytycznymi, które mogą występować nad, pod, przed, po i wokół spółgłosek. W przypadku, gdy spółgłoska występuje na końcu wyrazu, domyślna samogłoska zostaje skasowana za pomocą specjalnego znaku diakrytycznego umieszczonego pod spółgłoską zwanego virama, np. क् dla dźwięku k lub ल् dla dźwięku l. W języku hindi i innych nowożytnych językach indyjskich z viramy korzysta się bardzo rzadko.
| pozycja             | sylaba | wymowa | forma podstawowa | pismo      |
| ------------------- | ------ | ------ | ---------------- | ---------- |
| nad spółgłoską      | के      | /keː/  | क /k(a)/         | dewanagari |
| pod spółgłoską      | कु      | /ku/   | क /k(a)/         | dewanagari |
| przed spółgłoską    | कि      | /ki/   | क /k(a)/         | dewanagari |
| po spółgłosce       | को      | /kοː/  | क /k(a)/         | dewanagari |
| wokół spółgłoski    | கௌ      | /kau/  | க /ka/           | tamilskie  |
| wewnątrz spółgłoski | ಕಿ      | /ki/   | ಕ /ka/           | kannada    |

### Abugidy etiopskie

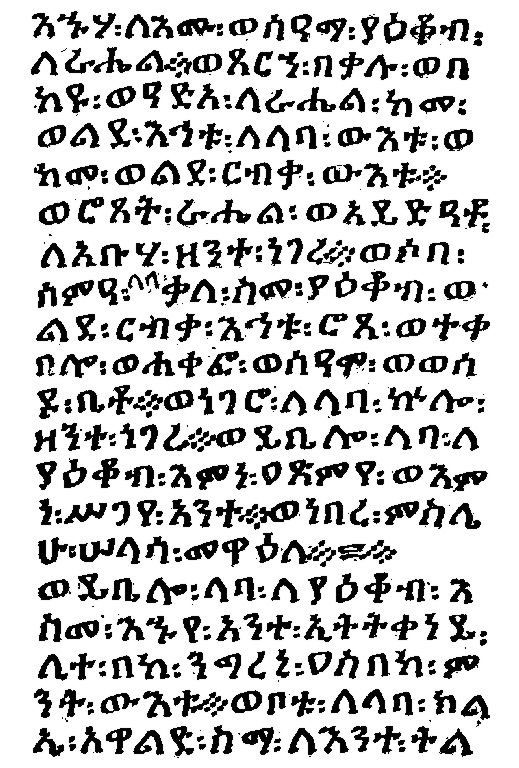
Etiopska abugida ge'ez.

W rodzinie etiopskiej (pismo ge'ez) samogłoski (oraz brak samogłoski w przypadku spółgłosek w wygłosie) są zaznaczane poprzez modyfikację kształtu spółgłosek.

### Abugidy kanadyjskie

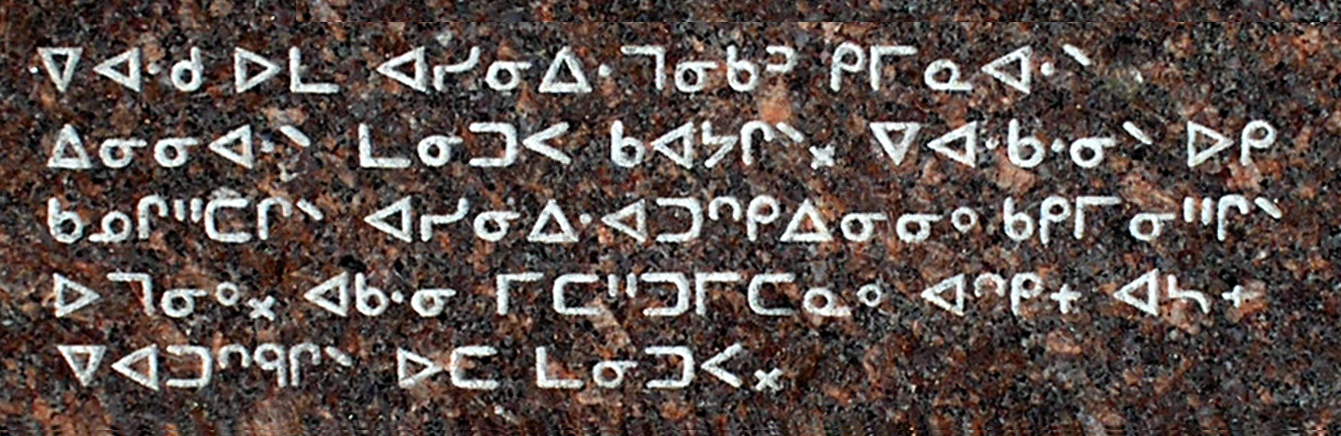
Abugida opracowana dla kanadyjskiego języka kri.

W rodzinie kanadyjskiej pism alfabetyczno-sylabicznych (pismo cree i pismo eskimoskie) opracowanych przez misjonarzy, samogłoski są zaznaczane przez obrót spółgłosek, zaś spółgłoski końcowe za pomocą specjalnych znaków diakrytycznych lub nadpisanie spółgłoski początkowej.

## Alfabety sylabiczne
- ahom
- balijski
- batak
- bengalski
- birmański
- brahmi
- buhid
- kharoszthi
- czamski
- dehong dai
- dewanagari
- etiopski (ge'ez)
- grantha
- gudźarati
- gurmukhi
- hangul
- hanuno'o
- jawajski
- kannada
- kayah li
- khmerski
- lannijski
- laotański
- lepcza (rong)
- limbu
- lontara (makasar)
- malajalam
- manipuri (Meetei Mayek)
- modi
- orija
- pahawh hmong
- 'phags-pa
- randźana
- reddżang
- siddham
- sinhala
- sojombo (pismo)
- sorang sompeng
- sourasztra
- syloti nagri
- śarada
- tai dam
- tajski
- tamilski
- tagbanwa
- tagalog
- telugu
- tocharski
- tybetański
- varang kshiti